# Uma Família Inglesa (série de 1959)
Uma Família Inglesa foi uma das primeiras séries televisivas produzidas pela RTP. Adaptada do romance homónimo de Júlio Dinis por Armando Vieira Pinto e Eduardo Damas, a série foi transmitida entre 1959 e 1960.

## Elenco
- Isabel de Castro
- Carlos José Teixeira
- Anna Paula
- Jaime Santos
- António Sacramento
- Bettencourt Atayde
- Maria José
- Manuel Santos Carvalho
- Elvira Velez
- José Margarido
- João Perry
- Holbeche Bastos
- Rolando Castanheira
- Julio Cleto
- Joaquim Pinheiro
- Mário Sargedas
- Rolando Alves
- Silva Araújo
- Luís Cerqueira
- Grece de Castro
- Ruy Furtado
- Fernando Isidro
- Manuel Lereno
- Rosina Rego
- Andrade e Silva

## Episódios
| #  | Título original | Exibição original       |
| -- | --------------- | ----------------------- |
| 1  | "Episódio 1"    | 10 de dezembro de 1959  |
| 2  | "Episódio 2"    | 17 de dezembro de 1959  |
| 3  | "Episódio 3"    | 31 de dezembro de 1959  |
| 4  | "Episódio 4"    | 7 de janeiro de 1960    |
| 5  | "Episódio 5"    | 14 de janeiro de 1960   |
| 6  | "Episódio 6"    | 21 de janeiro de 1960   |
| 7  | "Episódio 7"    | 28 de janeiro de 1960   |
| 8  | "Episódio 8"    | 4 de fevereiro de 1960  |
| 9  | "Episódio 9"    | 11 de fevereiro de 1960 |
| 10 | "Episódio 10"   | 18 de fevereiro de 1960 |
| 11 | "Episódio 11"   | 25 de fevereiro de 1960 |
| 12 | "Episódio 12"   | 3 de março de 1960      |
| 13 | "Episódio 13"   | 10 de março de 1960     |
| 14 | "Episódio 14"   | 17 de março de 1960     |
| 15 | "Episódio 15"   | 24 de março de 1960     |
| 16 | "Episódio 16"   | 31 de março de 1960     |
| 17 | "Episódio 17"   | 7 de abril de 1960      |